# اوه اسلام (فیلم)
اوه اسلام (عربی: وا اسلاماه) یک فیلم به کارگردانی انریکو بومبا و اندرو مارتون است که در سال ۱۹۶۱ منتشر شد. از بازیگران آن می‌توان به لبنی عبدالعزیز، رشدی اباظه، محمود الملیجی، و فرید شوقی اشاره کرد. این فیلم اولین فیلم مصری است که به جشنواره بین‌المللی فیلم سان فرانسیسکو راه یافته‌است.
این فیلم در سی و چهارمین دوره جوایز اسکار فیلم منتخب مصری برای دریافت جایزه اسکار بهترین فیلم بین‌المللی بوده‌است.